# Fort de Manonviller
Le fort de Manonviller, appelé brièvement fort Haxo, est un ouvrage fortifié se trouvant au nord de la commune de Manonviller, dans le département de Meurthe-et-Moselle. Construit à la fin du XIXe siècle, il avait pour mission de servir de fort d'arrêt dans le système défensif Séré de Rivières (abandonné à partir de 1890), entre la place forte de Toul et celle d'Épinal. Pilonné par l'artillerie allemande en août 1914, il a tenu jusqu'à épuisement de ses munitions.

## Un fort d'arrêt
Il s'agit d'un fort isolé, situé à neuf kilomètres de la frontière franco-allemande de l'époque (l'actuelle limite entre les départements de Meurthe-et-Moselle et de Moselle). Lors de la construction du système Séré de Rivières, quatre puissantes places fortes ont été aménagées le long de cette frontière, les places de Verdun, de Toul, d'Épinal et de Belfort : ces places sont composées d'une ceinture de forts et de batteries et sont largement garnies d'artillerie et d'infanterie. Si ces places sont réunies deux à deux par des rideaux de forts (le rideau des hauts de Meuse entre Verdun et Toul et le rideau de la Haute-Moselle entre Épinal et Belfort), un vaste espace entre les deux ensembles a été laissé libre : la trouée de Charmes ». Cette trouée de 59 km de large (entre l'ouvrage du Chanot près de Toul et le fort de Dogneville près d'Épinal), un appât assez évident, est tout de même renforcée par cinq forts isolés, appelés « forts d'arrêt », contrôlant les axes ferroviaires pour rendre difficile une offensive : ce sont les forts de Manonviller (à l'est de Lunéville), de Frouard (au nord de Nancy), de Pont-Saint-Vincent (au sud de Neuves-Maisons), de Pagny-la-Blanche-Côte (au sud-ouest de Toul) et de Bourlémont (à l'ouest de Neufchâteau).
Pour Manonviller, le projet d'origine prévoyait trois forts s'appuyant mutuellement, formant une petite place forte autour de Lunéville. Finalement, un seul fort est construit à 12 km à l'est de Lunéville. Placé sur une colline atteignant les 316 mètres, le fort domine tous les environs, que ce soit la vallée du ruisseau des Amis au nord ou la vallée de la Vezouze au sud. Il s'agit d'un axe de passage est-ouest important, entre les forêts domaniales de Parroy au nord et de Mondon au sud : il y passe la voie ferrée Strasbourg-Paris qui passe 840 m au nord du fort, la route nationale 4 à 2,7 km au sud, ainsi que la route nationale 59 et la voie ferrée Saint-Dié-Lunéville à 8 km au sud (par la vallée de la Meurthe).
Le fort lui-même est un fort Séré de Rivières dont les fossés dessinent un pentagone irrégulier de 8,2 hectares. La défense de ces fossés était confiée à la fusillade depuis le rempart et surtout à quatre caponnières, dont trois simples (de gorge au saillant 1, de flanc aux saillants 2 et 4) et une double (de tête, au saillant 3). La nombreuse artillerie (dix canons de 155 mm, neuf canons de 120 mm, cinq canons de 95 mm, deux mortiers de 270 mm et quatre mortiers de 220 mm) était disposée sur des plates-formes réparties autour du casernement (le « massif central »), séparées par des traverses-abris. Le fort est complété par deux batteries annexes presque collées au fossé, la batterie Nord-Est et la batterie Est, qui rajoutent cinq canons de 120 mm et sept de 95 mm. Pour assurer la coupure de la voie ferrée, des niches à explosif sont installées dans les piles du pont de Marainviller.

## Un fort modernisé
En 1881-1883, le fort est renforcé avec deux tourelles Mougin modèle 1876 tournantes (non-éclipsables), en fonte et armées chacune de deux canons de 155 mm.
Par le décret du 21 janvier 1887, le ministre de la Guerre Georges Boulanger renomme tous les forts, batteries et casernes avec les noms d'anciens chefs militaires. Pour le fort de Manonviller, son « nom Boulanger » est en référence au général François Nicolas Benoît Haxo : le nouveau nom devait être gravé au fronton de l'entrée. Dès le 13 octobre 1887, le successeur de Boulanger au ministère, Théophile Ferron, abroge le décret. Le fort reprend officiellement son nom précédent.
Dans les années 1880, les progrès de l'artillerie entraînent la « crise de l'obus-torpille », d'où une série d'améliorations pour moderniser le fort :
- 1890-1895, installation d'un réseau de barbelés large de 30 m, les casernements « de guerre » sont bétonnés, les quatre caponnières sont remplacées par autant de coffres de contre-escarpe, remplacement de la contrescarpe en maçonnerie par un mur de béton épais de 4,5 mètres dans lequel passe une galerie desservant les coffres ;
- 1892-1894, deux tourelles Galopin modèle 1890 à éclipse pour deux canons de 155 mm sont rajoutées ;
- 1894-1895, deux tourelles Bussière à éclipse pour deux canons de 57 mm Nordenfelt, ainsi que cinq observatoires cuirassés et neuf guérites blindées de rempart ;
- 1894-1898, un groupe électrogène mobile pour alimenter un projecteur ;
- 1895-1896, une tourelle pour mitrailleuse GF3 à éclipse, armée avec une Gatling ;
- 1895-1905, suppression des deux batteries annexes ;
- 1905, quatre observatoires cuirassés supplémentaires ;
- 1912, deux tourelles pour projecteur ;
- 1911-1913, une usine électrique.

## Un fort pilonné en 1914

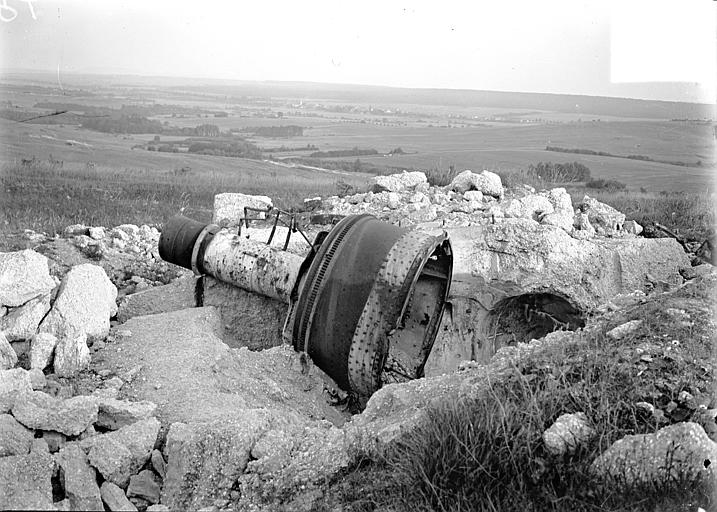
Tourelle du fort retournée en 1914.

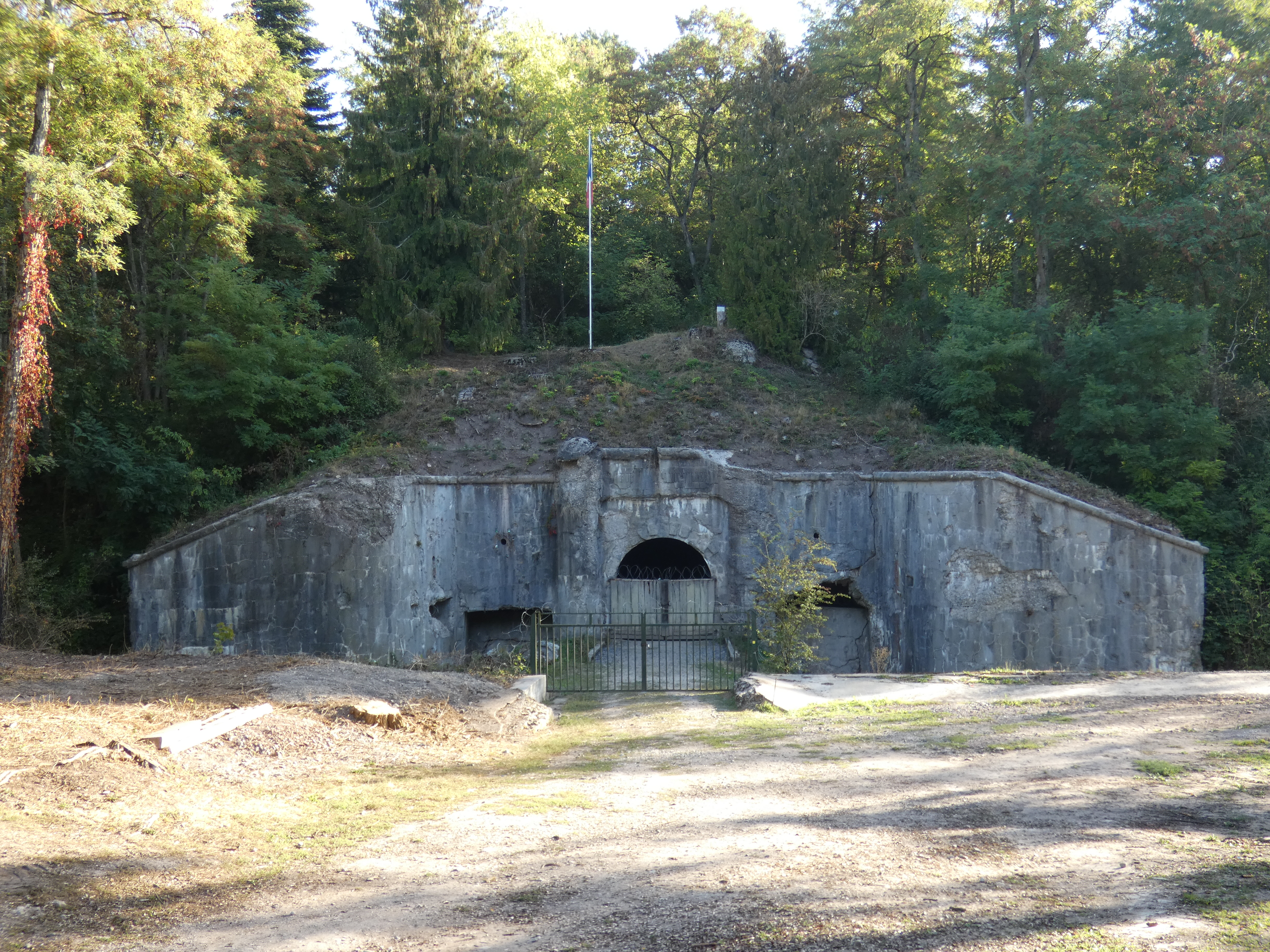

Avec ses quatre grosses tourelles d'artillerie, le fort de Manonviller est, en 1914, un des forts français les plus cuirassés. Lors de la mobilisation française de 1914, la garnison est composée de 433 fantassins du 167e régiment d'infanterie (les 9e et 10e compagnies), de 275 artilleurs du 6e régiment d'artillerie à pied (la 8e batterie) et de 28 sapeurs du 26e bataillon du génie. L'effectif total est de 766 hommes, commandé par le chef de bataillon Jean Rocolle. Si le fort est isolé par rapport aux autres forts, il a à proximité les quatre régiments de cavalerie de la 2e division de cavalerie (casernés à Lunéville), tandis que la 11e division d'infanterie se déploie sur le Grand Couronné de Nancy : le fort est intégré derrière le dispositif de couverture de la mobilisation à partir du 31 juillet 1914.
Mais après la défaite française des 20-21 août 1914 (batailles de Morhange et de Sarrebourg) et la retraite, le fort est isolé dès le 23, puis encerclé le 23 au soir par les deux régiments d'infanterie allemands de la 2e brigade de réserve bavaroise (de) et deux bataillons de pionniers (19e régiment et 1er régiment de réserve bavarois). Le pilonnage allemand commença le 25 août par des obus explosifs de 210 mm (en), lancés par des batteries parfaitement défilées ce qui empêcha la contre-batterie française : dès le premier jour, une des tourelles de 155 fut mise hors service et un stock de 2 200 obus de 57 et 80 sauta. Le 26, deux autres tourelles de 155 furent éliminées et un stock de 800 obus de 155 sauta. Le 27 dès 4 h 20, deux obusiers allemands de 420 mm entrèrent en action ; la quatrième tourelle de 155 fut bloquée, la garnison fut asphyxiée ; le drapeau blanc fut hissé vers 15 h 30. Au total, les assiégeants tirèrent sur et autour du fort 979 coups de 150 mm, 4 596 de 210 mm, 134 de 305 mm, et 59 de 420 mm. Cette reddition rapide (avec seulement cinq tués et vingt-huit blessés) donna lieu à un procès, mais le gouverneur ne fut pas condamné.
À partir du 27 août, le génie allemand fait sauter à l'explosif les cuirassements, les coffres et les magasins à munitions.
Le 13 septembre 1914, les troupes françaises reprennent la zone. Le 18, deux officiers du génie inspectent l'ouvrage, découvrant des trous béants dans les voûtes en maçonnerie, des façades défoncées et des cratères à l'emplacement des tourelles.

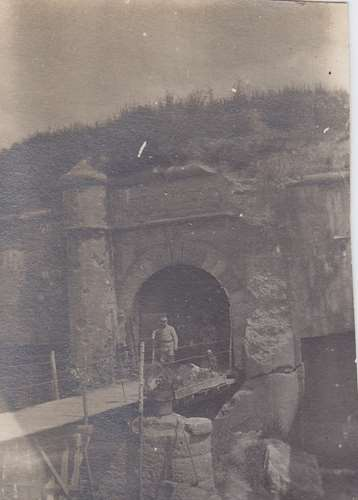
L'entrée du fort.
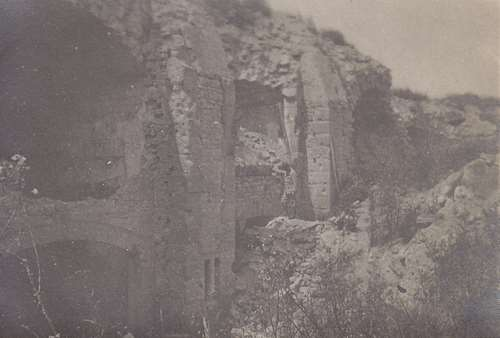
Chambres des sous-officiers.
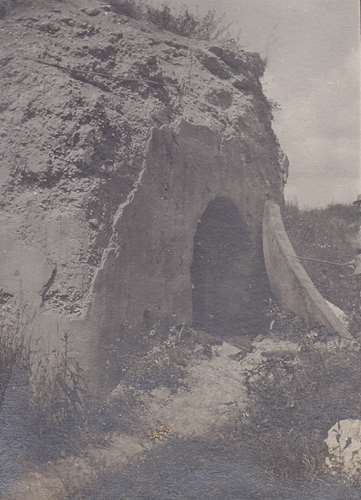
Abri aux munitions.
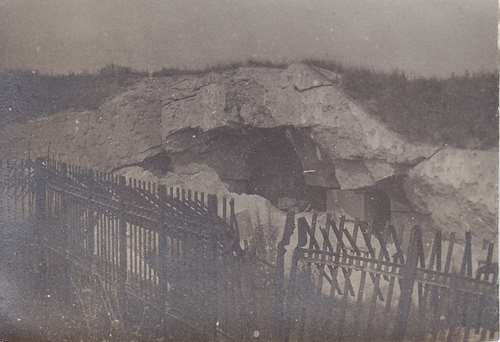
Contrescarpe.

## Renaissance
Le fort est vendu en 1935 à un particulier (M. Fleurent). Pendant la Seconde Guerre mondiale, il est dépouillé de ses équipements sur ordre de l'occupant allemand. Après quelques combats à l'automne 1944, l'armée américaine utilise le terrain militaire pendant quelques années.
Un mémorial est inauguré le 30 août 1964 (pour les 50 ans des combats). Les galeries et pièces du fort sont utilisées comme champignonnière pendant les années 1960.
Des travaux de déblaiement et de sécurisation, ainsi que des visites et évènements sont assurés par l'association HCF Haxo (« Honneur aux Combattants du Fort Haxo »).